# Венцоласка
Венцоласка (фр. Venzolasca, корс. A Venzulà) — коммуна во Франции, находится в регионе Корсика. Департамент коммуны — Верхняя Корсика. Входит в состав кантона Казинка-Фумальто. Округ коммуны — Бастия.
Код INSEE коммуны — 2B343.

## Население
Население коммуны на 2008 год составляло 1680 человек.
| 1962 | 1968 | 1975 | 1982 | 1990 | 1999 | 2008 |
| ---- | ---- | ---- | ---- | ---- | ---- | ---- |
| 776  | 863  | 924  | 1032 | 1162 | 1333 | 1680 |

## Экономика

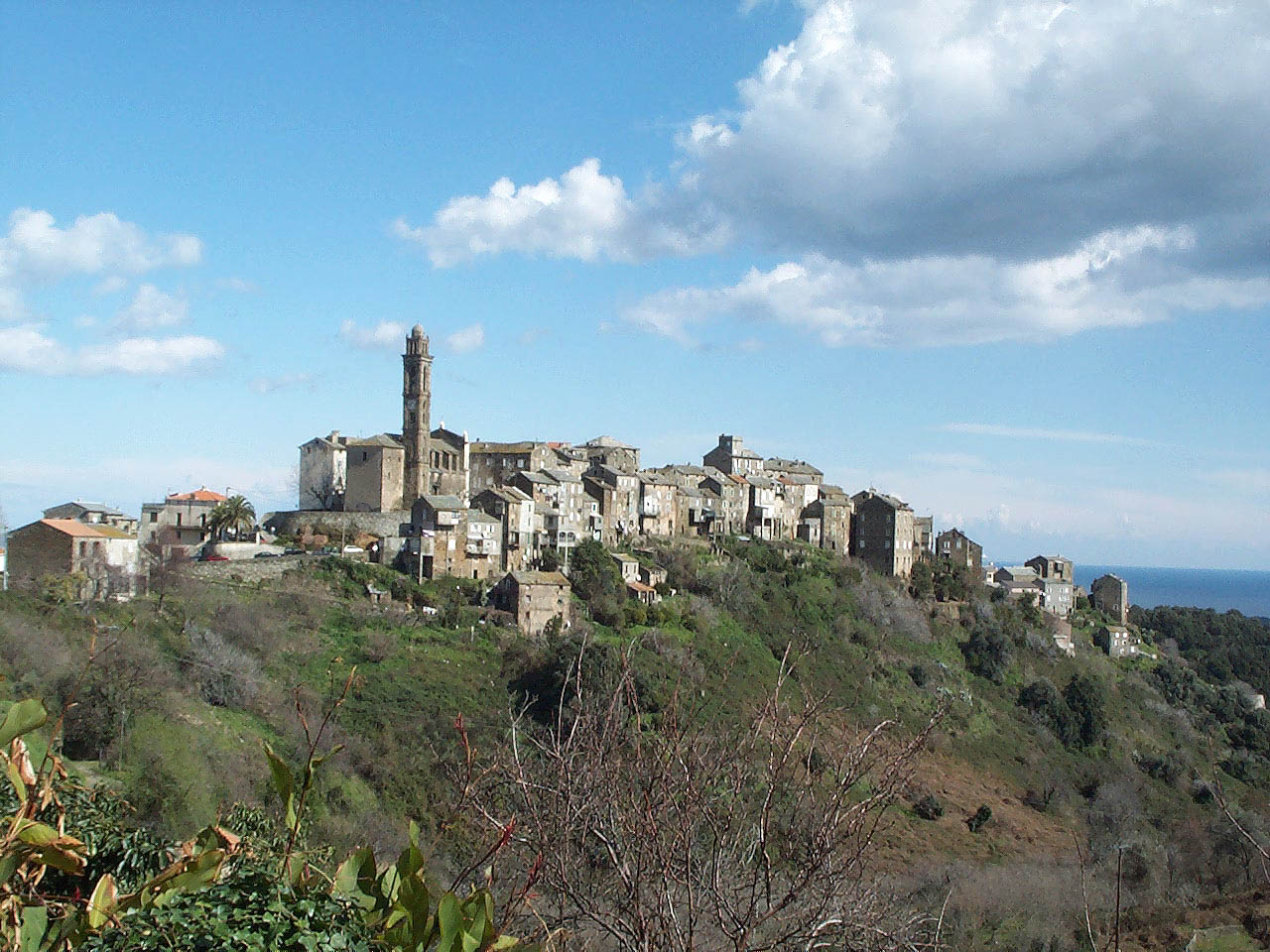
Венцоласка

В 2007 году среди 1161 человек в трудоспособном возрасте (15—64 лет) 781 были экономически активными, 380 — неактивными (показатель активности — 67,3 %, в 1999 году было 56,4 %). Из 781 активных работали 667 человек (409 мужчин и 258 женщин), безработных было 114 (43 мужчины и 71 женщина). Среди 380 неактивных 76 человек были учениками или студентами, 90 — пенсионерами, 214 были неактивными по другим причинам.